# Широк Среден Изток
Широк Близък изток е политически термин, въведен от американската администрация за срещата на Г8 през 2004 г. Понятието обобщава всички арабски страни и няколко неарабски държави.
Широкият Близък изток включва:
- Алжир
- Афганистан
- Бахрейн
- Джибути
- Египет
- Израел
- Ирак
- Иран
- Йемен
- Йордания
- Катар
- Кипър
- Коморски острови
- Кувейт
- Либия
- Ливан
- Мавритания
- Малта
- Мароко
- Обединени арабски емирства
- Оман
- Пакистан
- Саудитска Арабия
- Сирия
- Сомалия
- Судан
- Турция
- Тунис